# 수사공강응환가전유물
수사공강응환가전유물(水使公姜膺煥家傳遺物)은 대한민국 전북특별자치도 고창군에 있는, 조선 후기의 무신인 강응환(1735∼1795)의 옛 가옥에 남아있는 유물들이다. 1989년 1월 9일 전라북도의 유형문화재 제130호로 지정되었다.

## 같이 보기
- 강응환

## 참고 자료
- 수사공강응환가전유물 - 국가유산청 국가유산포털